# Dunker
Dunker[Nota], também chamada sabujo norueguês, é uma raça canina de médio porte, de exemplares robustamente construído e resistente, embora não sugiram aparência pesada. Sua pelagem é reta, dura e não muito curta. Seus olhos são negros, redondos e não protuberantes, classificados ainda como expressivos. Sua cauda é grossa na raiz e afina em direção à ponta. Como de costume, os machos são ligeiramente maiores que as fêmeas.